# Hermenegildo da Cruz
Hermenegildo do Gonçalves Alves da Cruz (* 5. April 1977 in Fatumasi, Bazartete, Osttimor) ist Superintendente Xefe (Chefkommissar) der Nationalpolizei Osttimors (PNTL).

## Werdegang
Cruz wuchs in Bazartete (Gemeinde Liquiçá) auf. Sein Vater wurde ermordet, als Hermenegildo fünf Tage alt war. Seine Mutter zog ihn, seine beiden Brüder und seine Schwester alleine auf. Sie arbeitete in Kaffeepflanzungen und verkaufte Waren auf dem Markt, um allen Kindern den Schulbesuch zu ermöglichen.
Nach seinem High-School-Abschluss besuchte Cruz die Universität in Dili, wo er zum Koordinator des Studentenrats gewählt und Aktivist für Osttimors Unabhängigkeit von Indonesien wurde. Die Krise in Osttimor 1999 vor Abzug der Besatzungsmacht unterbrach sein Studium. Als die von Australien geführte INTERFET landete und wieder für Ruhe und Ordnung sorgte, kehrte Cruz nach Bazartete zurück. Seine Mutter ermutigte ihn dann, sich den neuen Polizeikräften anzuschließen.
Nach seiner Ausbildung wurde Cruz zum Streifenpolizist und dann Ermittlungsbeamter. Hier arbeitete er mit den Polizisten der Vereinten Nationen in Liquiçá zusammen. Cruz lernte fließend Englisch sprechen und wurde schließlich 2001 selbst Ausbilder der PNTL im Polizeitrainingszentrum in Dili.
Nach den Unruhen in Osttimor 2006 wollte Cruz sein akademisches Wissen verbessern und bewarb sich erfolgreich um ein Stipendium der Australia Awards. Er absolvierte dann mit Auszeichnung an der Flinders University ein Bachelor-Studium in Kriminologie und Internationalen Beziehungen. Nach seiner Rückkehr wurde Cruz zum Distriktkommandanten der PNTL in Bobonaro ernannt. Am 26. Januar 2015 wurde er zum Nationaldirektor der Polícia Científica de Investigação Criminal PCIC (deutsch Kriminalpolizei) befördert. Das Amt hatte er nur bis Oktober inne.
2018 war Cruz für die Ausbildung neuer Polizeirekruten und der Gemeindepolizei verantwortlich. Neben seinem Dienst organisierte er über seine Kontakte in Australien Spenden für die Bevölkerung. Im Juli 2020 wechselte Cruz vom Amt des Polizeichefs der Gemeinde Baucau zum Posten des Kommandanten des Serviço de Informações de Polícia (SIP), dem Nachrichtendienst der Polizei. Am 1. Juni 2021 wurde er von Boavida Ribeiro abgelöst und Cruz wurde zum Sicherheitsattaché der osttimoresischen Botschaft im australischen Canberra ernannt.

## Veröffentlichungen
- Justisa no akuza iha Timor-Leste (tetum, deutsch Justiz und Verschwörung in Osttimor)